# Ambystoma długopalca
Ambystoma długopalca (Ambystoma macrodactylum) – gatunek płaza ogoniastego z rodziny ambystomowatych (Ambystomatidae). Osobnik dorosły mierzy od 3,8 do 7,6 cm. Cechuje się cętkowaną, czarną, brązową i żółtą pigmentacją. Analizy paleontologiczne, genetyczne i biogeograficzne sugerują, że powstała około 81 milionów lat temu we wschodniej Ameryce Północnej.
Pierwotny zasięg występowania zwierzęcia obejmuje północny zachód kontynentu, nie wychodząc poza wysokość 2800 metrów nad poziomem morza. Zamieszkuje ono różnorodne środowiska, jak lasy deszczowe klimatu umiarkowanego, lasy iglaste, wybrzeża górskich zbiorników wodnych, równiny porośnięte bylicami, lasy jodłowe (z Abies magnifica), równiny porośnięte trawą Bromus tectorum oraz górskie łąki na skalistych brzegach górskich jezior. W czasie sezonu rozrodczego żyje w strumieniach o wolnym nurcie, stawach i jeziorach. Hibernuje przez zimne miesiące, które przeżywa dzięki zapasom białkowym i energetycznym zmagazynowanym w skórze i ogonie.
Wyróżnia się pięć podgatunków posiadających odrębności genetyczne i ekologiczne, a także fenotypowe (inny zakres barwy i odmienne wzory na skórze). Choć IUCN nadaje zwierzęciu status najmniejszej troski (LC), występuje wiele czynników negatywnie wpływających na środowisko jego życia.

## Taksonomia i ewolucja
Ambystoma macrodactylum należy do rodziny ambystomowatych, które pojawiły się około 80 milionów lat temu (kreda późna). Wymienia się je nieraz jako takson siostrzany w stosunku do rodziny Dicamptodontidae, zwykle nieuznawanej. Przodkowie tych grup pochodzili ze wschodniej Ameryki Północnej, gdzie występuje największe bogactwo gatunkowe ambystomowatych. Następująca interpretacja biogeograficzna traktująca o pochodzeniu ambystomy długopalcej z zachodu kontynentu północnoamerykańskiego bazuje na opisach skamieniałości, badaniach genetycznych i biogeograficznych.
Istniejące w kredzie Morze Środkowego Zachodu przyczyniło się do izolacji ambystomowatych na południowym wschodzie kontynentu. O ile trzy gatunki (ambystoma tygrysia – Ambystoma tigrinum, Ambystoma californiense, Ambystoma gracile) posiadały nakładające się na siebie zasięgi na zachodzie Ameryki Północnej, najbliższy takson siostrzany opisywanego tu gatunku (Ambystoma laterale), zamieszkiwał północny wschód kontynentu. Zasugerowano, że ambystoma długopalca wyodrębniła się z niego po paleocenie, kiedy to zaniknięcie Morza Środkowego Zachodu otworzyło drogę do północnoamerykańskiej Kordyliery Zachodniej. Klimat Wybrzeża Północno-Zachodniego ochłodził się w pierwszej epoce kenozoiku, otwierając drogę lasom klimatu umiarkowanego, które wyparły ciepłolubne lasy tropikalne okresu kredowego. Ogoniaste prawdopodobnie bardzo łatwo migrowały i rozprzestrzeniały się w obrębie dolin Gór Skalistych, które w eocenie osiągnęły znaczną wysokość. Inne gatunki także przemieszczały się wtedy wzdłuż linii brzegowej. W tym czasie wypiętrzały się Góry Kaskadowe, powodując powstanie cienia opadowego, który rozdrobnił las tropikalny, zmieniając go w typowy dla klimatu umiarkowanego. Porośnięte nim doliny i wyższe piętra zapewniły siedliska analogiczne do współcześnie zajmowanych przez ambystomę długopalcą.

## Morfologia
Ciemne ciało tego płaza posiada na grzbiecie prążek barwy opalonej, żółtej lub oliwkowozielonej. Czasem może się on przerywać, tworząc serię plamek. Boki mogą zdobić białe lub bladoniebieskie plamki. Brzuch jest ciemnobrązowy lub koloru sadzy. Na stopach widnieją guzki rozwinięte znacznie słabiej niż u innych gatunków, jak ambystoma tygrysia.
Należące do tego gatunku jajo przypomina spotykane u bliskich krewnych: Ambystoma gracile i ambystomy tygrysiej. Jednakże w przeciwieństwie do A. gracile u ambystomy długopalcej nie zauważa się oznak zielenic, co czyni jajo żelowato zielonym. W obrębie jaja wierzch zarodka jest ciemniejszy niż spód. Dla porównania embrion ambystomy tygrysiej posiada na grzbiecie zabarwienie jasnobrązowe do szarego, kremowe zaś na spodzie. Jajo osiąga średnicę 2 mm lub większą z szeroką żelowatą warstwą zewnętrzną. Zarówno w jaju przed wykluciem, jak i nowo narodzona larwa posiadają stabilizatory będące wypustkami sterczącymi po bokach i wspierającymi głowę. W końcu odpadają, a wtedy ma miejsce wzrost skrzeli zewnętrznych. Utrata stabilizatorów uwidacznia się w płomiennych ostrych spiczastych zakończeniach na skrzelach. Gdy kijanki dojrzewają i stają się zdolne do przeobrażenia, ich kończyny wraz z palcami stają się zauważalne, skrzela natomiast ulegają resorpcji. Długie palce tylnych łap dojrzałej larwy odróżniają ten gatunek od innych.
Nakrapianą skórę kijanki zdobi czarna, brązowa i żółta pigmentacja. Kolor skóry zmienia się w trakcie rozwoju larwalnego, komórki barwnikowe, zwane chromatoforami, migrują i koncentrują się w różnych rejonach ciała. Pochodzą one z grzebieni nerwowych. U ogoniastych występują trzy typy chromatoforów: żółte ksantofory, czarne melanofory i srebrzyste iridiofory (lub guanofory). Gdy larwa dojrzewa, melanofory zbierają się wzdłuż ciała, zapewniając ciemne tło. Ksantofory grupują się wzdłuż kręgosłupa i szczytu kończyn. Resztę ciała pokrywa cętkowanie tworzone przez refleksyjne iridiofory po bokach ciała i na spodzie ciała.
Podczas metamorfozy palce rozwijają się z pączków na kończynach. W pełni przeobrażona ambystoma długopalca posiada cztery palce na przednich łapach, a na tylnych o jeden więcej. Długość głowy przekracza jej szerokość. Zwraca uwagę długi drugi palec tylnych kończyn, od którego pochodzi nazwa naukowa (gr. makros = długi; gr. daktylos = palec). Na skórze dorosłego płaza na ciemnobrązowym, ciemnoszarym do czarnego tle widnieje żółty, zielony do matowo czerwonego plamkowany pasek z kropkami lub plamkami po bokach. Poniżej kończyn i głowy ciało ambystomy jest białe, różowawe do brązowego z większymi białymi plamkami i mniejszymi żółtymi. Dorosłe osobniki osiągają zwykle 3,8–7,6 cm długości.

## Występowanie i siedlisko
Opisywany tu gatunek należy do posiadających najszerszy zasięg występowania w Ameryce Północnej, w czym ustępuje jedynie ambystomie tygrysiej. Bytuje na wysokościach od poziomu morza do 2800 metrów. Zajmuje zróżnicowane strefy roślinne. Obszar ten zawiera izolowane endemiczne populacje w Monterey Bay i Santa Cruz w Kalifornii. Obejmuje tereny od północno-wschodniej Sierra Nevada w Kalifornii nieprzerwanie poprzez wybrzeże pacyficzne aż do Juneau na Alasce. Rozsiane populacje zamieszkują doliny rzek Taku i Stikine. Od wybrzeża Oceanu Spokojnego zasięg występowania przebiega południkowo do wschodnich podnóży Gór Skalistych w Montanie i Albercie.
Ambystoma długopalca zajmuje różnorodne środowiska: wilgotne lasy strefy umiarkowanej, lasy iglaste, obrzeża górskich zbiorników wodnych, równiny porośnięte byliną, lasy jodłowe (z Abies magnifica), równiny porośnięte trawą Bromus tectorum oraz górskie łąki na brzegach jezior. Osobniki dorosłe, gdy żyją na lądzie, bytują w podszycie leśnym, ukrywając się wśród zwalonych pni, kamieni i w norach.

## Ekologia i cykl życiowy

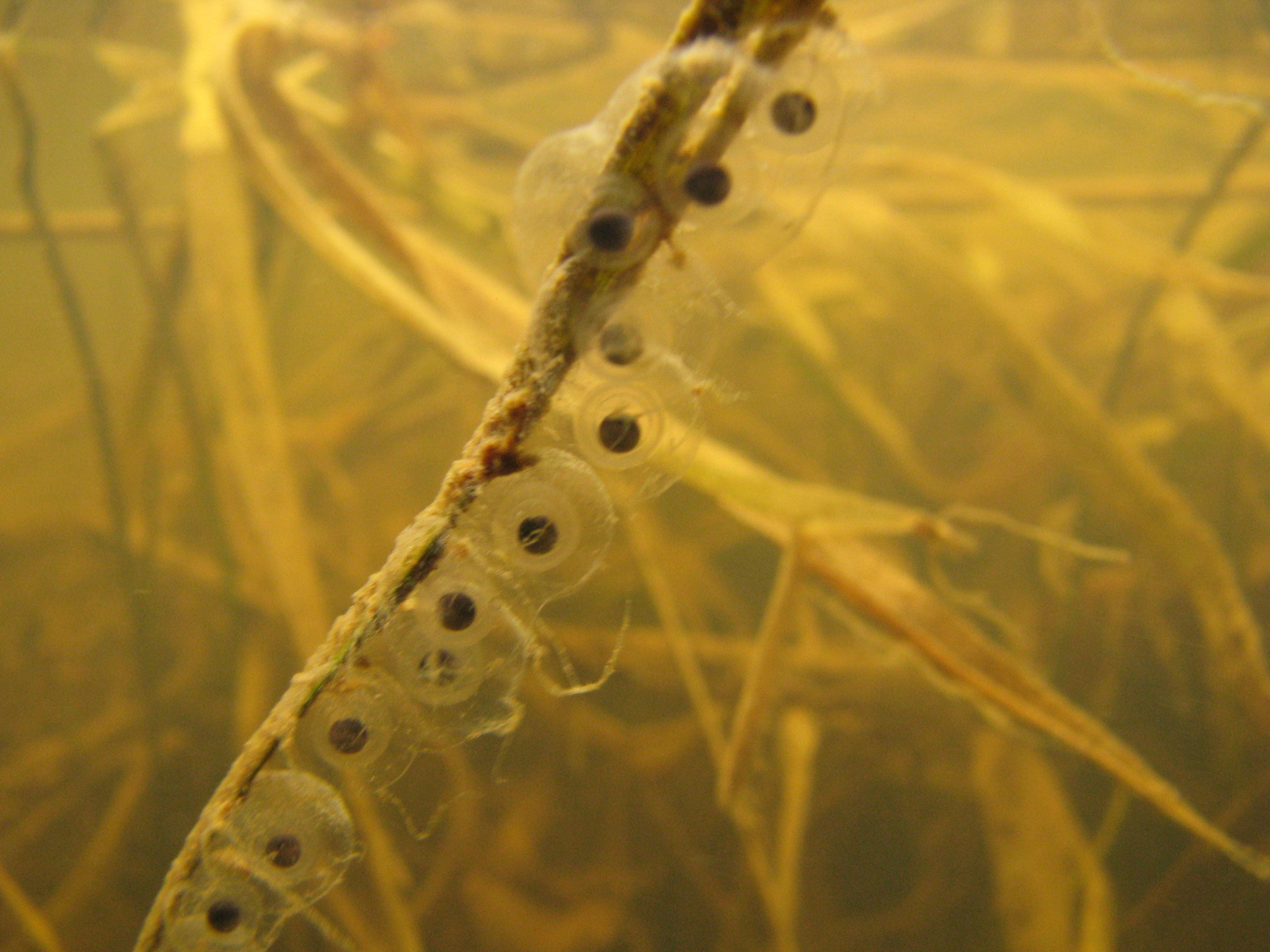
Jaja ambystomy długopalcej. Widoczna żelowata warstwa zewnętrzna łącząca się z innymi jajami i z dwiema warstwami wewnętrznymi otaczającymi jajo

### Jaja

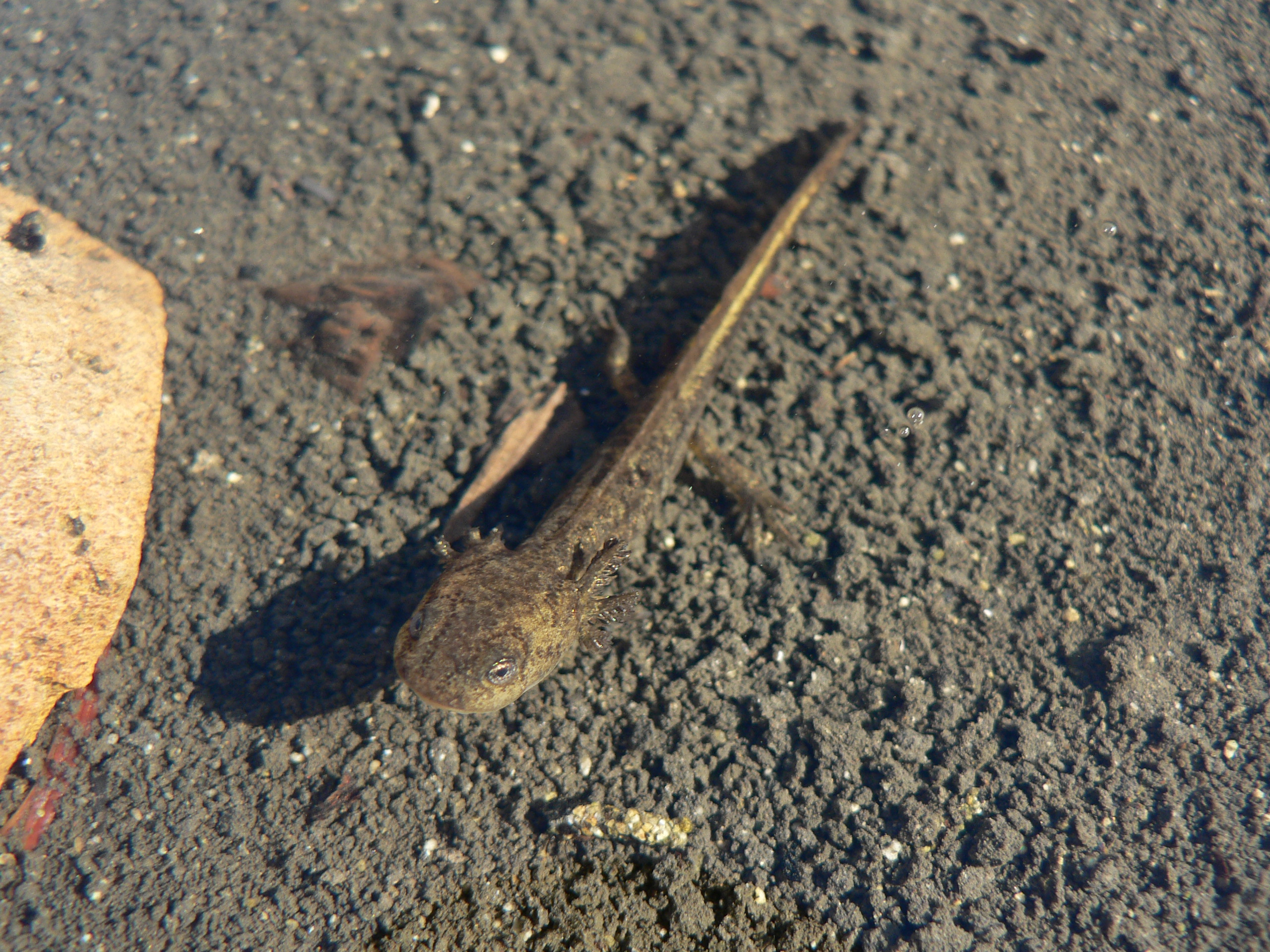
Larwa podgatunku A. m. macrodactylum, widoczny duży czwarty tylny palec, od którego pochodzi nazwa

Ambystoma długopalca, jak i inne płazy, rozpoczyna swe życie jako jajo. W północnej części zasięgu występowania jaja składane są w grudkowatych masach wśród traw, patyków, kamieni lub na błotniste podłoże spokojnych stawów. Liczba pojedynczo składanych jaj zmienia się, prawdopodobnie jeden klaster zawiera ich do 110. Samice zużywają na ich produkcję znaczną ilość energii, a ich jajniki przed sezonem rozrodczym osiągnąć mogą ponad połowę masy ciała zwierzęcia. W obrębie pojedynczej ambystomy znaleziono rekordowo 264 jaja, przy czym pojedyncze osiąga 0,5 mm średnicy. Skrzek trzyma razem żelatynowa warstwa zewnętrzna ochraniająca zewnętrzną osłonkę każdego z jaj. Zdarza się, że jaja składane są pojedynczo. Ma to miejsce zwłaszcza w cieplejszym klimacie południa Kanady i amerykańskiej granicy. Pojedyncze jajo zawiera zapas materiału energetycznego wystarczającego na jeden rok. Stanowi on źródło pożywienia w ekosystemach płytkiej wody i przyległego lasu. Skrzek zapewnia też odpowiednie środowisko dla lęgniowców, drobnych protistów zaliczanych niegdyś do grzybów.

### Larwy
Larwy zwane kijankami wykluwają się z jaja po upływie od dwóch do sześciu tygodni. Od początku zaliczają się do mięsożerców, polując instynktownie na niewielkie bezkręgowce, które znajdą się w ich polu widzenia. Wymienia się tutaj niewielkie wodne skorupiaki (wioślarki, widłonogi i małżoraczki), wodne muchówki, ale też kijanki. W miarę rozwoju spontanicznie przerzucają się na coraz większą zdobycz. By zwiększyć swe szanse przetrwania, niektóre osobniki rozwijają większe głowy i zostają kanibalami, spożywając osobniki z tego samego lęgu.

### Przeobrażenie
Wzrost i dojrzewanie kijanek trwa co najmniej jeden sezon (na wybrzeżu pacyficznym okres larwalny zabiera około czterech miesięcy). Ma wtedy miejsce absorpcja skrzeli i przeobrażenie w lądowe osobniki młodociane, które wędrują do podszytu lasu. Na poziomie morza metamorfozę obserwowano już w lipcu, z kolei podgatunek A. m. croceum przechodzi ją od października do listopada, a nawet i w styczniu. Na większych wysokościach larwy mogą zimować, a dojrzewać i przeobrażać się dopiero w kolejnym sezonie. W wysoko położonych jeziorach mogą one osiągać 47 mm długości od pyska do odbytu (SVL), podczas gdy na niższych wysokościach 35–40 mm.

### Osobniki dorosłe
Osobniki dorosłe ambystomy długopalcej nie rzucają się specjalnie w oczy z powodu swego podziemnego stylu życia obejmującego kopanie, migracje i pożywianie się bezkręgowcami na dnie lasu, w gnijących kłodach, jamach niewielkich gryzoni i szczelinach skalnych. Ich dieta składa się z owadów, kijanek, pierścienic, chrząszczy i małych ryb. Same z kolei padają ofiarami węży z rodzaju Thamnophis, niewielkich ssaków i ryb. Dorosłe dożyć mogą 6–10 lat, największe osiągają masę ciała 7,5 g i odległość od pyska do odbytu 8 cm, całkowitą 14 cm.

## Behawior

### Sezonowość
Życie tego gatunku zmienia się w dużym stopniu w zależności od wysokości i klimatu. Sezonowe daty migracji z i do zbiorników rozrodczych korelują z wybuchem opadów deszczu, roztopami lodu i śniegu, wystarczającymi dla powstania sezonowych zbiorników wodnych. Jaja na niskich wysokościach mogą zostać złożone już w połowie lutego w południowym Oregonie, od wczesnego stycznia do lipca na północnym zachodzie Waszyngtonu, od stycznia do marca na południowym wschodzie tego stanu, od środkowego do wczesnego maja w Parku Narodowym Waterton Lake w Albercie. Czas rozrodu podlega znacznym zmianom. Kilka pęków jaj we wczesnym stadium rozwoju znaleziono 8 lipca 1999 na granicy Kolumbii Brytyjskiej na zewnątrz Jasper w Albercie. Osobniki dorosłe sezonowo migrują, by wrócić do zbiorników, w których przyszły na świat, niektóre przemieszczają się w otoczeniu zasp śnieżnych lub w ciepłe wiosenne dni. Dymorfizm płciowy zaznacza się w tym gatunku jedynie w sezonie rozrodczym, gdy dojrzałe płciowo samce demonstrują powiększoną, opuszkowatą okolicę odbytu.

### Rozród

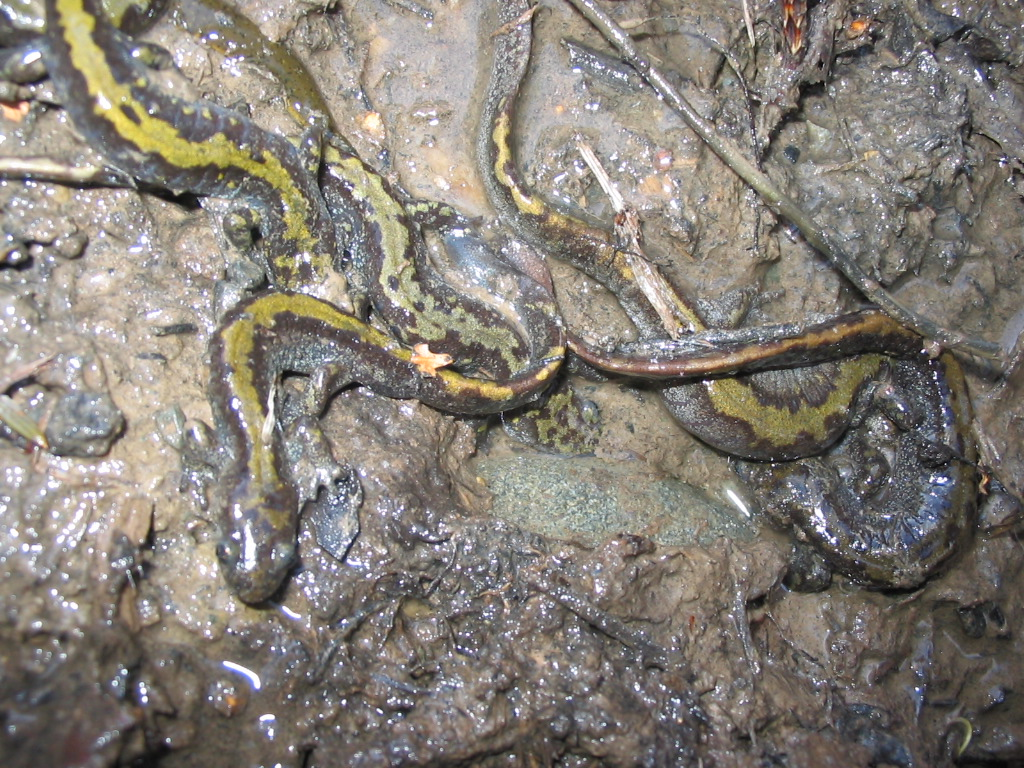
Ambystomy długopalce zebrane w czasie sezonu rozrodczego pod kłodą nieopodal brzegu zbiornika wodnego. Należy zwrócić uwagę na rozmieszczenie burych i jaskrawych barw

Przed rozrodem dojrzałe ambystomy gromadzą się w dużej liczbie (przekraczającej 20 osobników) pod kamieniami i kłodami nieopodal granic swych zbiorników rozrodczych. Intensywny rozród trwa kilka dni. Odpowiednie dlań miejsce to niewielkie niezamieszkałe przez ryby stawy, bagniska, płytkie jeziora i tereny podmokłe o wodzie stojącej. U ambystomowatych wykształcił się charakterystyczny taniec godowy, do którego zazwyczaj zalicza się pocieranie się, wydzielanie feromonów przez gruczoły zlokalizowane w okolicy żuchwy, a także przyjmowanie specjalnej pozycji, w której następuje kopulacja. Przyjąwszy ją, samiec składa spermatofor, lepką szypułę połączoną z pakietem zawierającym spermę, po czym kroczy przy samicy z przodu, by dokonać inseminacji. Samiec może parzyć się więcej niż raz. W przeciągu pięciu godzin zdolny jest do pozostawienia aż 15 spermatoforów. Taniec godowy ambystomy długopalcej przypomina ten spotykany u innych gatunków ambystom, szczególnie zaś A. jeffersonianum, jednakże tutaj nie zauważa się pocierania ani trącania. Za to samiec zmierza wprost w kierunku swej wybranki i łapie ją, kiedy ta próbuje pośpiesznie odpłynąć. Samiec ściska samicę za przednimi łapami i potrząsa. Nazywa się to ampleksusem. Czasami obejmuje on i dokonuje tej czynności z osobnikami należącymi do innych gatunków. Zawsze jednak do chwytania używa przednich kończyn. Nigdy zaś nie używa tylnych podczas tańca godowego, gdy pociera z boku na bok okolice podbródka nad głową samicy. Ta z kolei opiera się mu, później jednak poddaje się adoratorowi. Samiec zwiększa tempo i dynamikę, ocierając się o nozdrza, boki i czasami okolicę odbytu samicy. Gdy ta w końcu stanie się dlań łaskawa, umieszcza swój ogon nad jej głową, podniesioną i falującą na koniuszku. Jeśli wybranka zaakceptuje zaloty, samiec kieruje jej pysk w kierunku rejonu swej kloaki. Oboje poruszają się sztywno w przód, falując miednicami. Stwierdzając wtórowanie mu przez wybrankę, zalotnik zaprzestaje tego i składa swój spermatofor. Samica musi wtedy skierować się w przód razem z samcem. Po podniesieniu ogona samica otrzymuje pakiet spermy. Rzadko kiedy udaje się w pełni zrealizować taniec godowy już za pierwszym podejściem. Kilka dni po parowaniu się samica składa jaja.

### Magazynowanie energii i mechanizmy obronne

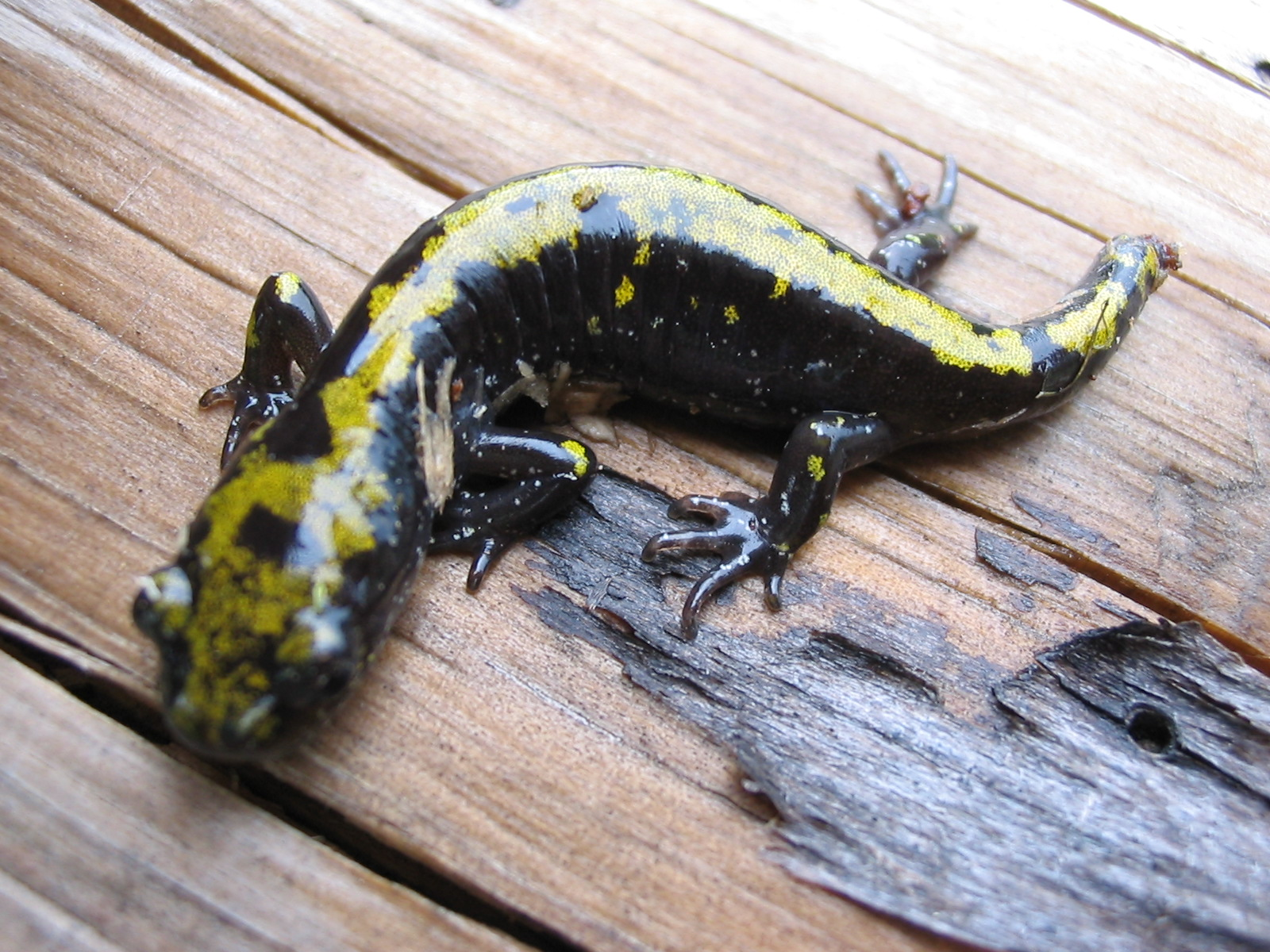
Ambystoma długopalca z kikutem ogona po autotomii

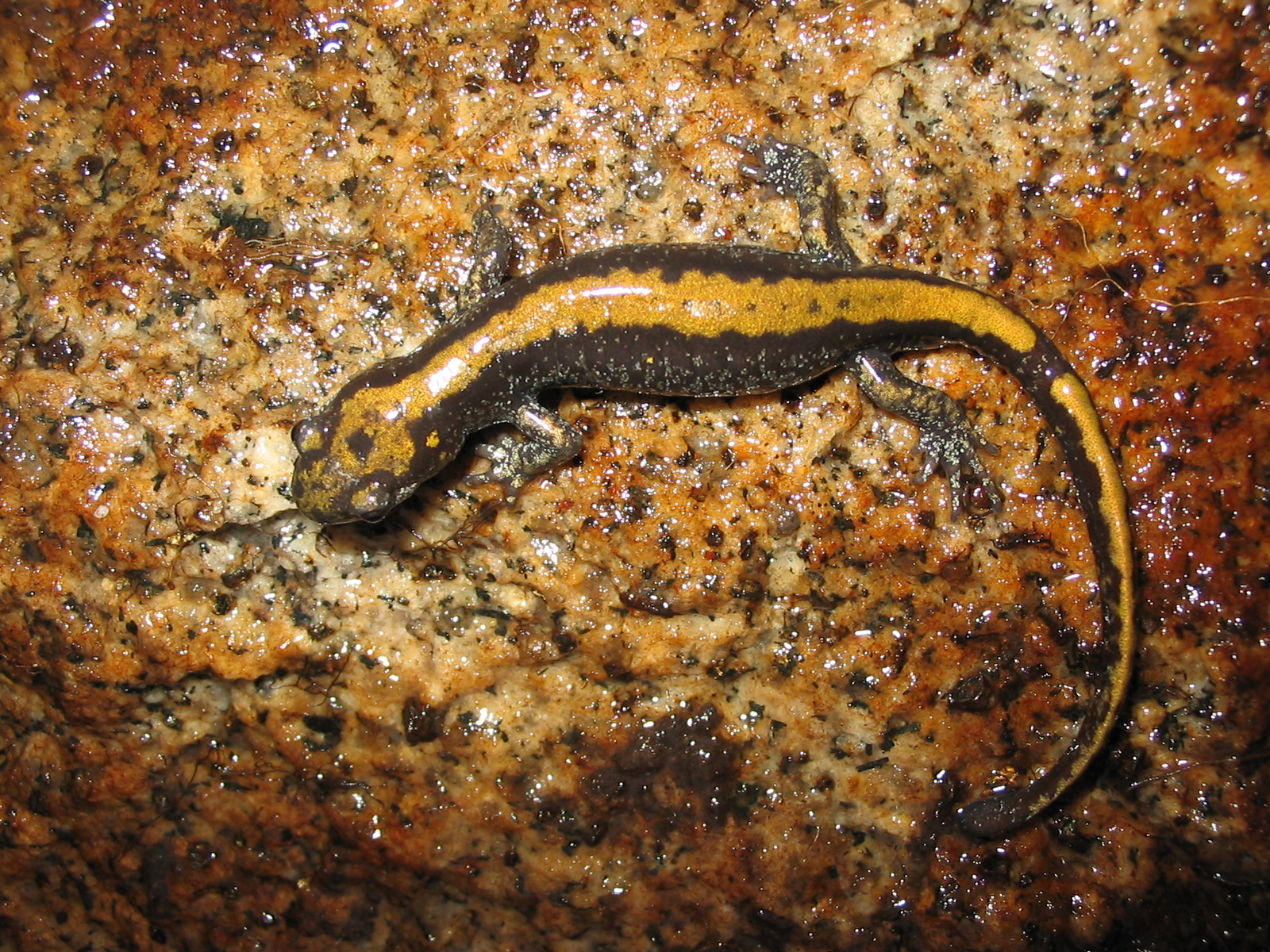
Ambystoma długopalca z ogonem odrosłym po autotomii

Podczas zimowych miesięcy w północnej części swego zasięgu występowania ambystoma długopalca kryje się poniżej granicy zamarzania gruntu w norze wykopanej w twardym podłożu. Razem zimuje od 8 do 14 osobników. Podczas hibernacji korzysta z rezerw białkowych i energetycznych zmagazynowanych w skórze i wzdłuż ogona. Białka grają jeszcze drugą rolę: stanowią część mieszanki wydzielanej przez gruczoły skórne, używanej w celach obronnych. Zaniepokojona ambystoma faluje swym ogonem i wydziela kleistą, przypominającą mleko białą substancję o działaniu szkodliwym i lekko trującym. Kolor skóry stanowi z kolei ostrzeżenie dla drapieżników (ubarwienie ostrzegawcze), że zwierzę będzie niesmaczne. Wzory i barwy jego skóry różnią się od siebie, od ciemnych, czarnych do czerwonawobrązowych w przypadku tła, na którym widnieją plamki i ciapki od bladoczerwonobrązowych przez bladozielone do jasnożółtych pasków. Osobnik dorosły może także odrzucić cześć swego ogona i uciekać, podczas gdy porzucony fragment skręca się, odwracając uwagę drapieżnika. Zjawisko to nazywamy autotomią. Regeneracja i odrośnięcie ogona stanowi przedmiot wielkiego zainteresowania profesji medycznej.

## Status
Populacjom ambystomy długopalcej zagrażają fragmentacja środowiska, introdukowane gatunki i promieniowanie UV. Leśnictwo, drogi i inne formy zagospodarowania terenu zmieniły środowiska lądowe, gdzie płazy migrowały, zwiększyły także śmiertelność. Siedlisko ambystomy długopalcej zazębia się z obszarami przemysłu leśnego, dominującego w gospodarce Kolumbii Brytyjskiej i zachodnich Stanów Zjednoczonych. Ambystomy będą musiały zmienić swe migracyjne zwyczaje. Działania leśników przeszkadzają im, nie oferując odpowiednich pasów ochronnych nad brzegami, brakuje też ochrony mniejszych terenów podmokłych, gdzie płazy te dokonują rozrodu. Populacje okolicy rzeki Peace w kanadyjskiej Albercie wyginęły z powodu oczyszczenia i drenowania terenów podmokłych na potrzeby rolnictwa. Introdukowanie pstrągów dla celów rybołówstwa sportowego w wielu bezrybnych wcześniej jeziorach także zniszczyło populacje ambystomy długopalcej. Wprowadzone do środowiska złote rybki pożerają jaja i larwy tego gatunku. Zwiększona ekspozycja na promieniowanie UVB stanowi kolejny czynnik przyczyniający się do globalnego spadku liczebności płazów. Wrażliwe nań jest także A. macrodactylum. Zwiększa się przez to liczba osobników zdeformowanych, a spada przeżywalność i tempo wzrostu.
Podgatunek Ambystoma macrodactylum croceum (ambystoma długopalca z Santa Cruz) znajduje się pod szczególną opieką. Objęto go ochroną w 1967 poprzez Endangered Species Act. Podgatunek posiada wąski zasięg występowania w kalifornijskich hrabstwach Santa Cruz i Monterey. Przed ustanowieniem ochrony prawnej kilku utrzymującym się jeszcze populacjom zagrażał rozwój gospodarczy. Tymczasem A. m. croceum jest ekologicznie wyjątkowe. Posiada unikatowy wzór skórny na plecach, niespotykaną tolerancję na wilgoć, stanowi także endemit, którego zasięg występowania nie łączy się z obszarem zamieszkanych przez inne podgatunki, do których zaliczamy A. m. columbianum, A. m. krausei, A. m. macrodactylum oraz A. m. sigillatum.

## Podgatunki
W obrębie gatunku wyróżnia się pięć podgatunków, rozróżnianych na podstawie ich miejsca życia i wzorów na grzbiecie, szczególnie pręg. Denzel Ferguson opisał biogeograficzny zasięg wzorów skórnych, morfologii, a bazując na tych analizach wprowadzono dwa nowe podgatunki: A. macrodactylum columbianum i A. m. sigillatum. Zasięgi występowania poszczególnych podgatunków zilustrowano w przewodniku o płazach autortwa Roberta Stebbina.

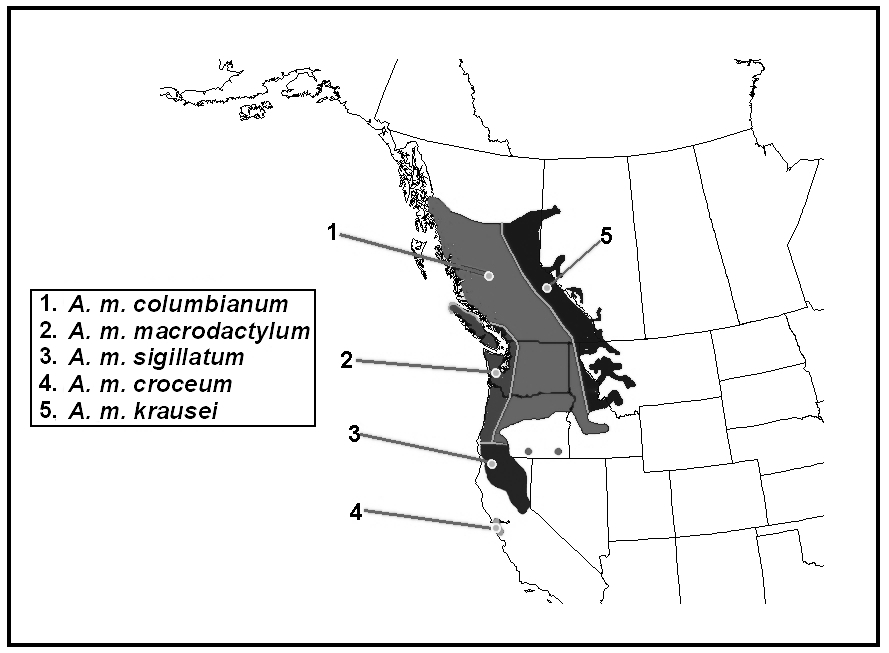
Zasięg A. macrodactylum i jego podgatunków

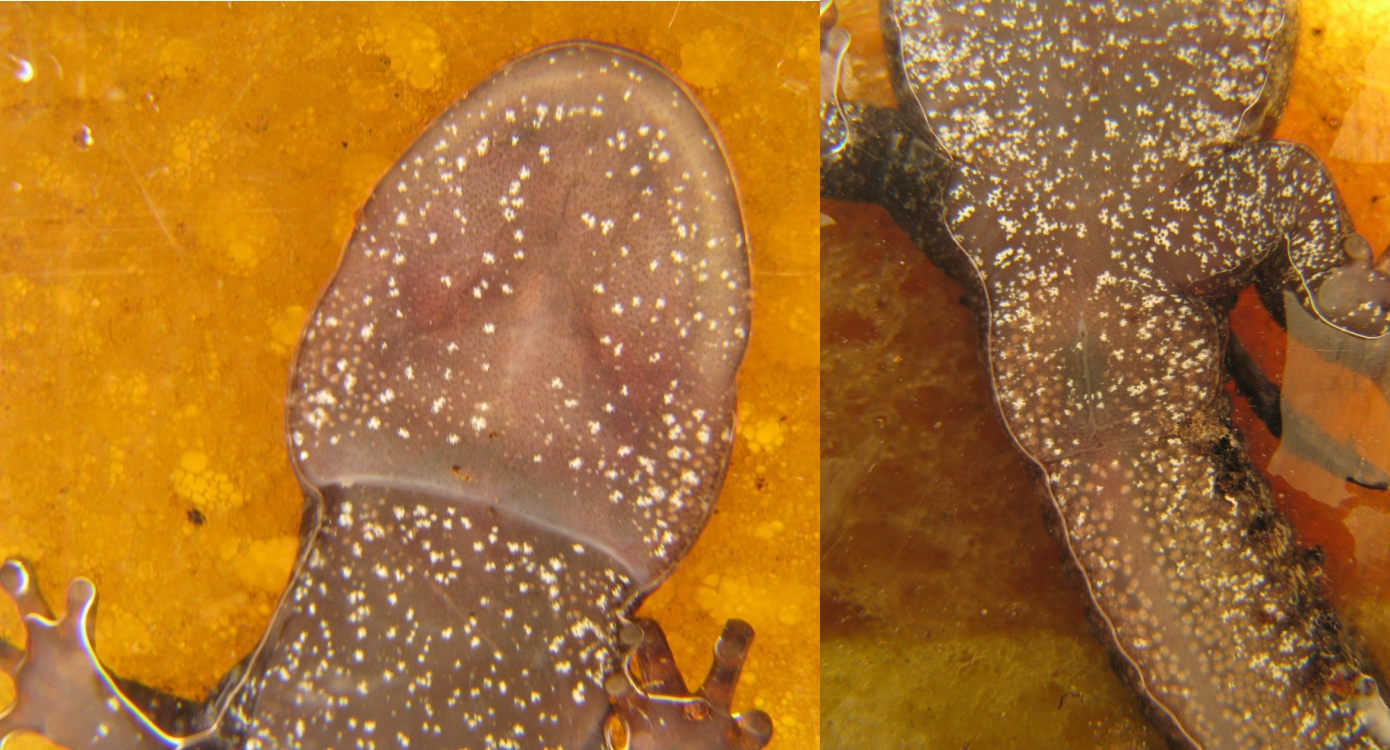
Po lewej: Na brzusznej stronie ciała poniżej pyska znajdują się gruczoły wydzielające hormony, które samce mają w zwyczaju wcierać w swe wybranki. Gruczoły te znajdują się pod białymi plamkami. Po prawej: Otoczenie kloaki samca, otworu ciała służącego zarówno wypróżnianiu się, jak i reprodukcji, bogate w brodawki. Kloaka samicy jest mniejsza i często bardziej gładka niż osobnika męskiego. Fałdy brodawek mogą u niej nie występować

### Fenotypy
Podgatunki cechują się następującymi wzorami skórnymi i innymi cechami morfologicznymi:
A. m. croceumNa grzbietowej stronie ogona pomarańczowe zabarwienie przechodzące w cętki na ciemnym ciele i niewielkie kropki na głowie, nieobecne przed oczami. Boki w białawe kropki. Występuje 13 bruzd międzyżebrowych.
Zwana po angielsku salamandrą z Santa Cruz spokrewniona jest najbliżej z A. m. macrodactylum, co tłumaczy w najprostszy sposób ich zbliżone zasięgi występowania, rozdzielone na odległość 300 km przez deltę San Joaquin i Sacramento. Zalicza się ją do endemitów Kalifornii i podgatunków zagrożonych wyginięciem. Badania biogeograficzne i przeprowadzone z użyciem zegara molekularnego ujawniły, że jej linia oddzieliła się od wspomnianego krewnego w miocenie, około 13,9 miliona lat temu.
A. m. columbianumŻółty do opalonego prążek grzbietowy na ciemnym tle przechodzi w plamki i cętki, zbliżając się do końca ciała, na głowie w zwężające się plamki. Głowa cętkowana. Boki w białe kropki. Spód ciała z niewielkimi oddzielnymi cętkami. Występuje ponad 35 zębów lemieszowych.
Wedle badań genetycznych jego zasięg nie rozciąga się na północ do Kolumbii Brytyjskiej, lecz ograniczony jest do gór Blue Mountains i Wallowa Mountains w Oregonie; zasięg podgatunku ograniczają kanion Snake River w Idaho na wschodzie oraz suche tereny okolic Madras na zachodzie.
A. m. krauseiŻółty do opalonego prążek grzbietowy przechodzący w plamki i cętki w miarę zbliżania się do końca ciała, gdzie plamki poszerzają się. Głowa w ciapki. Boki w białe kropki, na brzuchu pojedyncze ciapki. Występują 32 zęby lemieszowe i 12 bruzd międzyżebrowych.
Podgatunek wschodni występujący w środkowych górach, na zachód jego zasięg rozpościera się do nizinnych terenów centralnych płaskowyżów Waszyngtonu i Kolumbii Brytyjskiej, na wschodzie zaś przebiega przez doliny Gór Skalistych i osiąga nisko położone pogórza i prerie Montany i Alberty.
A. m. sigillatumWoskowo żółty do opalonego prążek grzbietowy tworzący ciapkowate do nieregularnych plamki na końcu ciała, ciapki na głowie. Występują 44 zęby lemieszowe i 13 bruzd międzyżebrowych.
Podgatunek południowy, w przypadku którego nie zarejestrowano tożsamości DNA mitochondrialnego. Wedle Fergusona w południowym środkowym Oregonie spotyka się z A. m. columbianum, tamtejsza populacja wykazuje cechy pośrednie pomiędzy podgatunkami.
A. m. macrodactylumCytrynowy, matowo cytrynowy do opalonego prążek grzbietowy rozdzielający się na szarawym tle. Wzór dzieli się na plamki i prążki obecne lub nie na głowie i pysku. Białe plamki na bokach czasami łączą się, tworząc większe plamki. Występują 33 zęby lemieszowe tworzące poprzecznie ułożony łuk, a także 13 bruzd międzyżebrowych
Ten zachodni, przybrzeżny podgatunek zajmuje tereny od północnego wschodu Kalifornii poprzez ekoregion Klamath Mountains i Willamette Valley wzdłuż przybrzeżnych łańcuchów górskich (jak Góry Kaskadowe) aż do Kolumbii Brytyjskiej i Alaski.

### Biogeografia i genetyka
Badania DNA mitochondrialnego wykazały nieco odmienne zasięgi poszczególnych podgatunków. Analizy genetyczne zidentyfikowały dla przykładu dodatkowy wzór o znacznej dywergencji we wschodniej części zasięgu występowania. Ambystomy powracają na czas rozrodu na miejsce swego przyjścia na świat, co ogranicza ich rozprzestrzenienie. Ogranicza to przepływ genów, a zwiększa stopień różnorodności genetycznej, która, biorąc pod uwagę różne regiony jej występowania, przewyższa poziom mierzony u większości innych grup kręgowców. Naturalne bariery dzielące ten obszar i migracje powstają, gdy ekosystem osusza się, zbliżając się warunkami np. do preriowych. Podobnie rzecz ma się na wyższych wysokościach (ponad 2200 metrów nad poziomem morza), gdzie klimat jest wiele cięższy i chłodniejszy. Warunki zmieniają się wraz z wysokością, ale powyżej wspomniane 2200 metrów stanowią barierę dla ambystom na większości zasięgu ich występowania na północ od Oregonu.